# Serre-Nerpol
Serre-Nerpol is een gemeente in het Franse departement Isère (regio Auvergne-Rhône-Alpes) en telt 284 inwoners (2004). De plaats maakt deel uit van het arrondissement Grenoble.

## Geografie
De oppervlakte van Serre-Nerpol bedraagt 13,5 km², de bevolkingsdichtheid is 21,0 inwoners per km².
De onderstaande kaart toont de ligging van Serre-Nerpol met de belangrijkste infrastructuur en aangrenzende gemeenten.

## Demografie
Onderstaande figuur toont het verloop van het inwonertal (bron: INSEE-tellingen).